# Marina Klimova
Marina Vladimirovna Klimova, coniugata Ponomarneko (in russo Марина Владимировна Климова-Пономаренко?; Sverdlovsk, 28 luglio 1966), è un'ex danzatrice su ghiaccio sovietica, dal 1993 russa.

## Palmarès

### Con Sergej Ponomarenko
| Internazionali            | Internazionali | Internazionali | Internazionali | Internazionali | Internazionali | Internazionali | Internazionali | Internazionali | Internazionali | Internazionali | Internazionali | Internazionali |
| Evento                    | 1980–81        | 1981–82        | 1982–83        | 1983–84        | 1984–85        | 1985–86        | 1986–87        | 1987–88        | 1988–89        | 1989–90        | 1990–91        | 1991–92        |
| ------------------------- | -------------- | -------------- | -------------- | -------------- | -------------- | -------------- | -------------- | -------------- | -------------- | -------------- | -------------- | -------------- |
| Giochi olimpici invernali |                |                |                | 3°             |                |                |                | 2°             |                |                |                | 1°             |
| Campionati mondiali       |                |                |                | 4°             | 2°             | 2°             | 2°             | 2°             | 1°             | 1°             | 2°             | 1°             |
| Campionati europei        |                |                | 4°             | 3°             | 2°             | 2°             | 2°             |                | 1°             | 1°             | 1°             | 1°             |
| Goodwill Games            |                |                |                |                |                |                |                |                |                |                | 1°             |                |
| Fujifilm Trophy           |                |                |                |                |                |                |                | 1°             |                |                |                |                |
| Prize of Moscow News      |                |                | 3°             |                | 1°             | 2°             | 1°             | 1°             | 1°             |                |                |                |
| Nebelhorn Trophy          |                |                | 1°             | 1°             |                |                |                |                |                |                |                |                |
| Golden Spin               |                | nd             |                |                |                |                |                |                |                |                |                |                |
| St. Gervais               |                |                | 1°             | 1°             |                |                |                |                |                |                |                |                |
| Nazionali                 |                |                |                |                |                |                |                |                |                |                |                |                |
| Campionati sovietici      | 8°             | 6°             | 5°             |                | 1°             | 1°             |                | 1°             | 1°             | 1°             |                |                |
| Spartakiadi               |                | 3°             |                |                |                |                |                |                |                |                |                |                |

Carriera professionistica
| Evento                              | 1994–95 | 1995–96 |
| ----------------------------------- | ------- | ------- |
| Campionato del mondo professionisti | 2°      | 2°      |

### Con Oleg Volkov
| Nazionali            | Nazionali | Nazionali |
| Evento               | 1977–78   | 1978–79   |
| -------------------- | --------- | --------- |
| Spartakiada          | 3° J      |           |
| USSR Cup             | 1° J      | 1° J      |
| J = Categoria Junior |           |           |